# باکل
باکل (انگلیسی: Buckle) شرکت خرده‌فروشی آمریکایی است، که در سال ۱۹۴۸ تأسیس شد.